# Герб Кам'янського
Герб Кам'янського — один з офіційних символів міста Кам'янське Дніпропетровської області, затверджений 25 грудня 1998 року рішенням Кам'янської міської ради.

## Опис
Герб являє собою щит іспанської форми, розділений по вертикалі на два рівних між собою поля малинового та золотого кольорів.
У правому малиновому полі знаходиться зображення трьох золотих перехрещених догори вістрями списів з прапорцями. У лівому золотому — стилізоване зображення пам'ятника «Прометей». 
Щит обрамлено декоративним картушем і увінчано срібною міською короною у вигляді трьох веж.

## Символізм
- Малиновий колір повторює колір прапора Кодацької паланки, до якої входили села Романкове, Кам'янське і Тритузне.
- Золотий колір є символом багатства, щедрості й добробуту.
- Три списи вказують на заснування запорізькими козаками поселень Романкове, Кам'янське і Тритузне, спадкоємцем яких є місто.
- Пам'ятник «Прометей» вказує на тривалу боротьбу мешканців міста за свою свободу, а також на промисловий розвиток.
- Вогонь «Прометея» уособлює розвиток чорної металургії.

## Герб радянського періоду

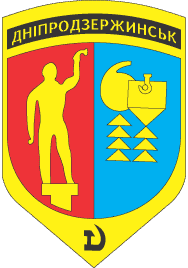
Герб радянського періоду

Проект герба офіційно затверджено 4 квітня 1967 року.
Герб являє собою щит, що поділений на два рівні поля червоного і лазурового кольорів та обрамлений золотим картушем. На чорній смужці, що покладена на картуш, знаходиться золотий напис «Дніпродзержинськ». В нижній частині картуша знаходиться також зображення серпа і молота.
У першому червоному полі герба розташоване зображення пам'ятника «Прометей» — революційного символу міста. У другому лазуровому — золоті ківш, реторта та дві золоті гірлянди ізоляторів, що є символами металургійної, хімічної та енергетичної промисловості відповідно.